# Passiflora kikiana
Passiflora kikiana är en passionsblomsväxtart som beskrevs av Cervi och Linsingen. Passiflora kikiana ingår i släktet passionsblommor, och familjen passionsblomsväxter. Inga underarter finns listade i Catalogue of Life.